# Pierre Signac (peintre)
Pour les articles homonymes, voir Signac.
Pierre Signac est un peintre de miniature français, né en France vers 1623 et mort à Stockholm en 1684.

## Biographie
Pierre Signac est protestant. Il a été l'élève du peintre sur émail Jean Toutin, actif à Châteaudun et Paris. 
Il a 22 ans quand il est remarqué par Magnus Gabriel De la Gardie lors de son voyage d'ambassade en France. Il accepte son offre d'entrer au service de la reine Christine pour une pension de 300 rixdales qui a été portée au double deux ans plus tard. Signac est arrivé à Stockholm la veille de Noël 1646. Lorsque la reine a quitté la Suède, en 1654, il avait peint 32 grands portraits différents de la reine, en plus de plusieurs miniatures dans des boîtes et des cloches. Pierre Signac a eu du mal à être payé de ses travaux car on lui doit alors 3 000 rixdales ainsi que 400 rixdales pour un grand miroir de cristal de roche dont le cadre en or état orné du couronnement de la reine Christine peint par Henri Toutin qu'il avait fait venir de Paris.
Une montre brillante avec des compositions allégoriques figuratives à l'extérieur et à l'intérieur où la reine Christine est représentée dans une procession triomphale, victorieuse sur terre et sur mer, se trouve au musée historique de Stockholm. On trouve des portraits en émail ou en miniature de la reine Christine, de Marie-Éléonore de Brandebourg, de Charles X Gustave, de Charles XI enfant, d'Edwige-Éléonore de Holstein-Gottorp et d'Ulrique-Éléonore de Danemark au Nationalmuseum, au musée des Beaux-Arts de Göteborg et à la Banque de Suède.  Il a également peint des portraits, entre autres, de Magnus Gabriel De la Gardie et de son épouse.
Après le départ de la reine Christine, Pierre Signac est resté en Suède, à son poste auprès du régent. Il a été beaucoup employé par la reine Edwige-Éléonore. En 1661-1663, il accompagne Otto Wilhelm de Kœnigsmark pendant son ambassade en Angleterre et en Allemagne, et visite également Paris. En 1665, il a été envoyé à Paris par la reine avec une subvention de l'État pour peindre des portraits miniatures des rois et des princes. Les portraits qu'il a réalisés au cours de ce voyage se trouvent dans la collection Antellska de la Galerie nationale de Finlande.
Signac semble avoir eu beaucoup de mal à obtenir à la fois son salaire et sa rémunération pour le travail réalisé. Il a néanmoins vécu à Stockholm dans des conditions favorables. Il était riche et dirigeait une commission d'œuvres d'art. À en juger par son ton enjoué de demande à Charles XI, il semble avoir été un homme gai et jovial :

« Je crois que Messieurs de la Chambre
Le font pour me faire enrager
Et qu'étant icy étranger
Devenant fou je m'iray pendre. »

Après sa mort, sa veuve, Suzanne Bouchiaud, a conservé son atelier.
Dans un recueil de poésies publié en Hollande en 1675 sous un pseudonyme, La Lyre de Dorante, on trouve des pièces adressés à Signac peintre dont une indique qu'il est aussi poète.
Il a probablement formé Samuel Blesendorf, Charles Boit et peut-être Fredrik Bruckmann.